# Gregor Braun
Gregor Braun (nascido em 31 de dezembro de 1955) é um ex-ciclista alemão, campeão olímpico. Ele ganhou o Campeonato Alemão de Ciclismo de Estrada em 1978, 1980 e 1983. Braun representou Alemanha Ocidental nos Jogos Olímpicos de 1976 e conquistou duas medalhas de ouro, uma na perseguição individual e outra na perseguição por equipes.